# Prairie (locomotive)
Pour les articles homonymes, voir Prairie.

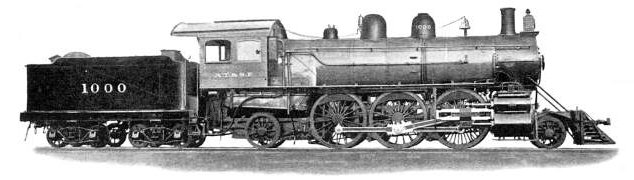
"Prairie" américaine

Prairie est un type de locomotive à vapeur dont les essieux ont la configuration suivante (de l'avant vers l'arrière) :
- 1 bissel à 1 essieu porteur
- 3 essieux moteurs
- 1 bissel porteur à 1 essieu.

## Codifications
Ce qui s'écrit :
- 2-6-2 en codification Whyte.
- 131 en codification européenne.

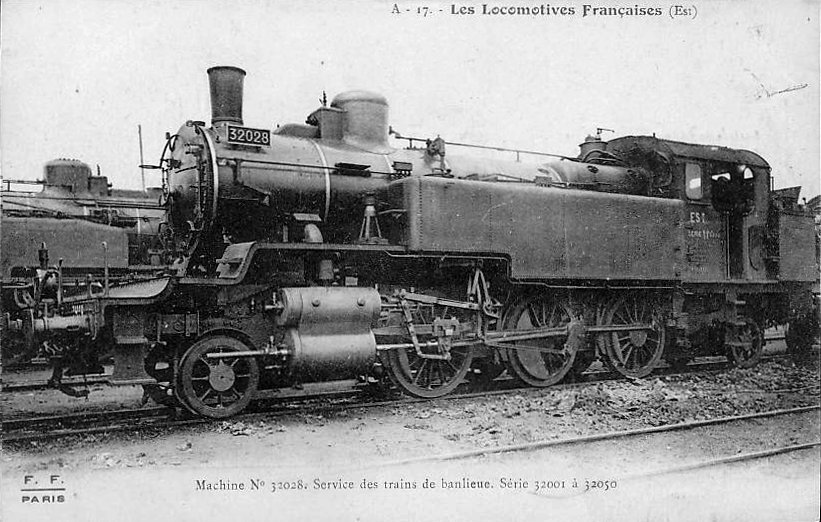
Locomotive-tender 131 T Est série 32001 à 32050, futures 131 TB de la SNCF.

- 1C1 en codification allemande et italienne.
- 35 en codification turque.
- 3/5 en codification suisse.